# 木烏神社
木烏神社（こがらすじんじゃ）は、塩飽諸島本島（香川県丸亀市）にある神社。
境内に江戸時代築の芝居小屋千歳座が現存する。

## 概要
祭神は大国主神、天押立神、少彦名神。
日本武尊または 讃岐の国造武殻王の悪魚退治の案内役を勤めたとされる伝説の烏を祀ったと伝わる古社。
古くは木烏大明神と称した泊浦の産土神で、戦国時代より塩飽水軍の信仰を厚く得て隆盛した。
境内には本殿、幣殿、拝殿のほか、拝殿の左前に江戸時代築の常設芝居小屋である千歳座が現存する。

## 文化財

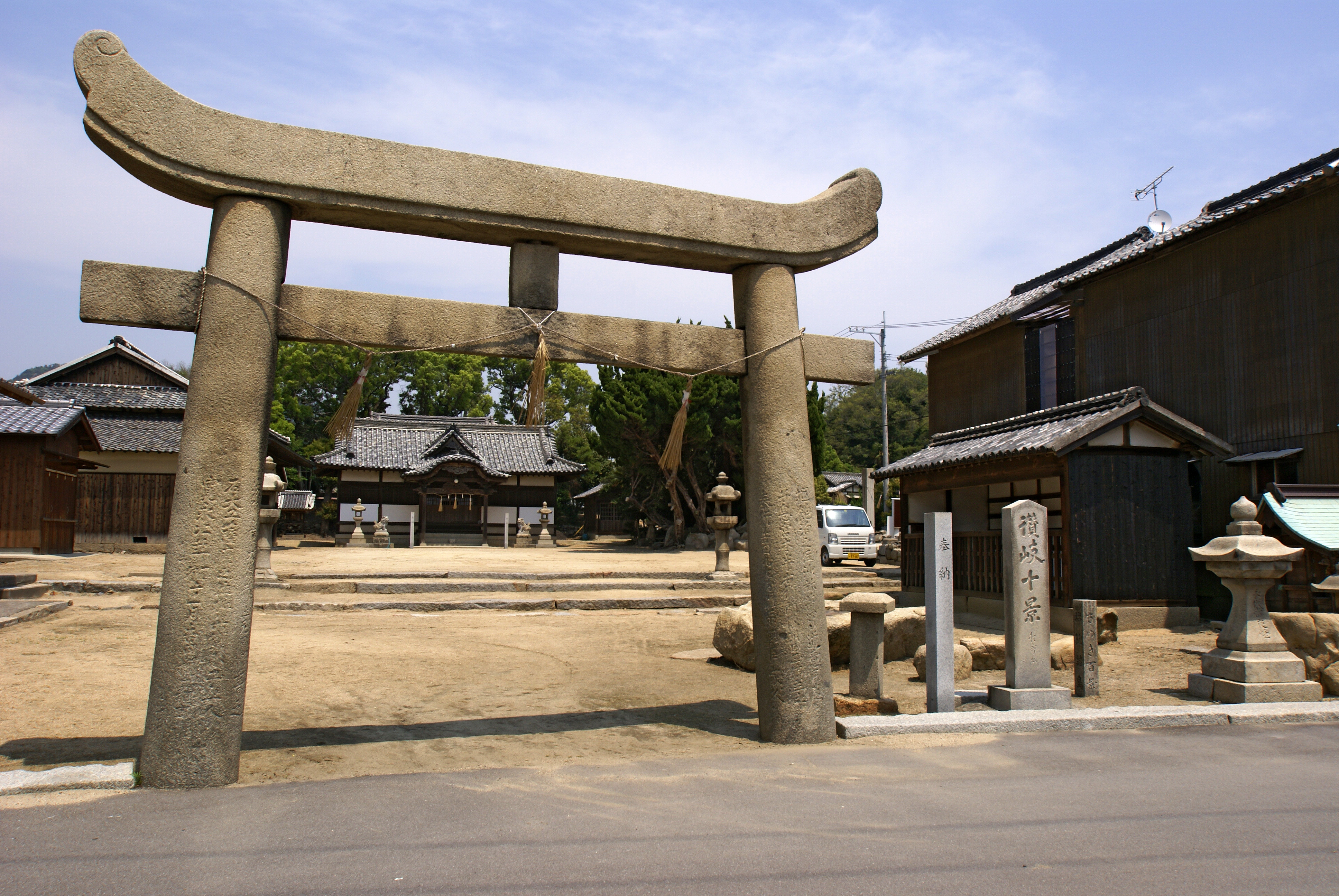
鳥居、右に制札場

- 鳥居 - 1627年建立、石造、高さ4.5m、丸亀市指定文化財
- 千歳座 - 1862年建立、舞台間口六間、瓦葺、入母屋造り、丸亀市指定文化財
- 制礼場 - 丸亀市指定文化財

## 行事・祭事
- 例祭 - 10月8、9日

## 所在地・交通アクセス
- 所在地 - 香川県丸亀市本島町泊670番地
- 交通アクセス - 予讃線 丸亀駅から徒歩5分の丸亀港から本島汽船で35分、本島港下船　徒歩5分

## 周辺情報
- 笠島 - 重要伝統的建造物群保存地区
  - 専称寺 - 年寄吉田彦右衛門の墓は国の史跡（史跡「塩飽勤番所」の附指定）
  - 笠島城跡 - 香川県指定史跡
  - 長徳寺 - 木造阿弥陀如来坐像、木造釈迦如来坐像、楊柳観音画像、モッコク、天文在銘文字瓦及び絵瓦は丸亀市指定文化財
- 塩飽勤番所 - 国の史跡
- 来迎寺
- 正覚院 - 木造観音菩薩三尊像と線刻十一面観音鏡像は国の重要文化財